# Kaszó
Kaszó is een plaats (község) en gemeente in het Hongaarse comitaat Somogy. Kaszó telt 148 inwoners (2001).
Verscholen in de bossen van Somogy in het zuiden van Hongarije, ligt de kleine nederzetting Kaszó in het gebied van de Kaszópuszta, welk kan worden gevonden ten zuidwesten van het Balatonmeer. Het bezit een rijke natuur in aanvulling waarop de zeldzame Watervliegenval, een vleesetende plant kan worden aangetroffen. De eerste schriftelijke vermelding van Kaszó stamt uit 1398, toen Keizer Sigismund in een het Latijn geschreven diploma een vermelding maakte van 'Kazaw'. Het dorp draagt pas sinds 1994 officieel de naam Kaszó. 
De populariteit van het dorp onder vooral Hongaarse toeristen is grotendeels te danken aan de omliggende bossen en poesta, met een grote verscheidenheid aan planten en diersoorten, welke de regio tot een van de beste jachtgebieden van Hongarije maakt. Onder de beroemde personen die hier hebben gejaagd waren kroonprins Rudolf van Oostenrijk (1887), aartshertog Frans Ferdinand van Oostenrijk-Este (1899, 1902, 1906) en koning Eduard VII van het Verenigd Koninkrijk (1901). In het eerste decennium van de twintigste eeuw verwierf vorst Christiaan van Hohenlohe-Öhringen (1848-1926) het plaatsje Kaszó en de uitgestrekte landenrijen eromheen als jachtgebied. Na diens dood vererfde het bezit in de familie Hohenlohe-Öhringen tot het na de Tweede Wereldoorlog werd onteigend door de staat. Tijdens het communisme werd Kaszó van de buitenwereld afgesloten en regelmatig gebruikt als buitenverblijf voor leden van de regering en hoge ambtenaren.
Het kleine dorp is slechts bereikbaar via landweggetjes en een smalspoor waarop een stoomlocomotief rijdt. 

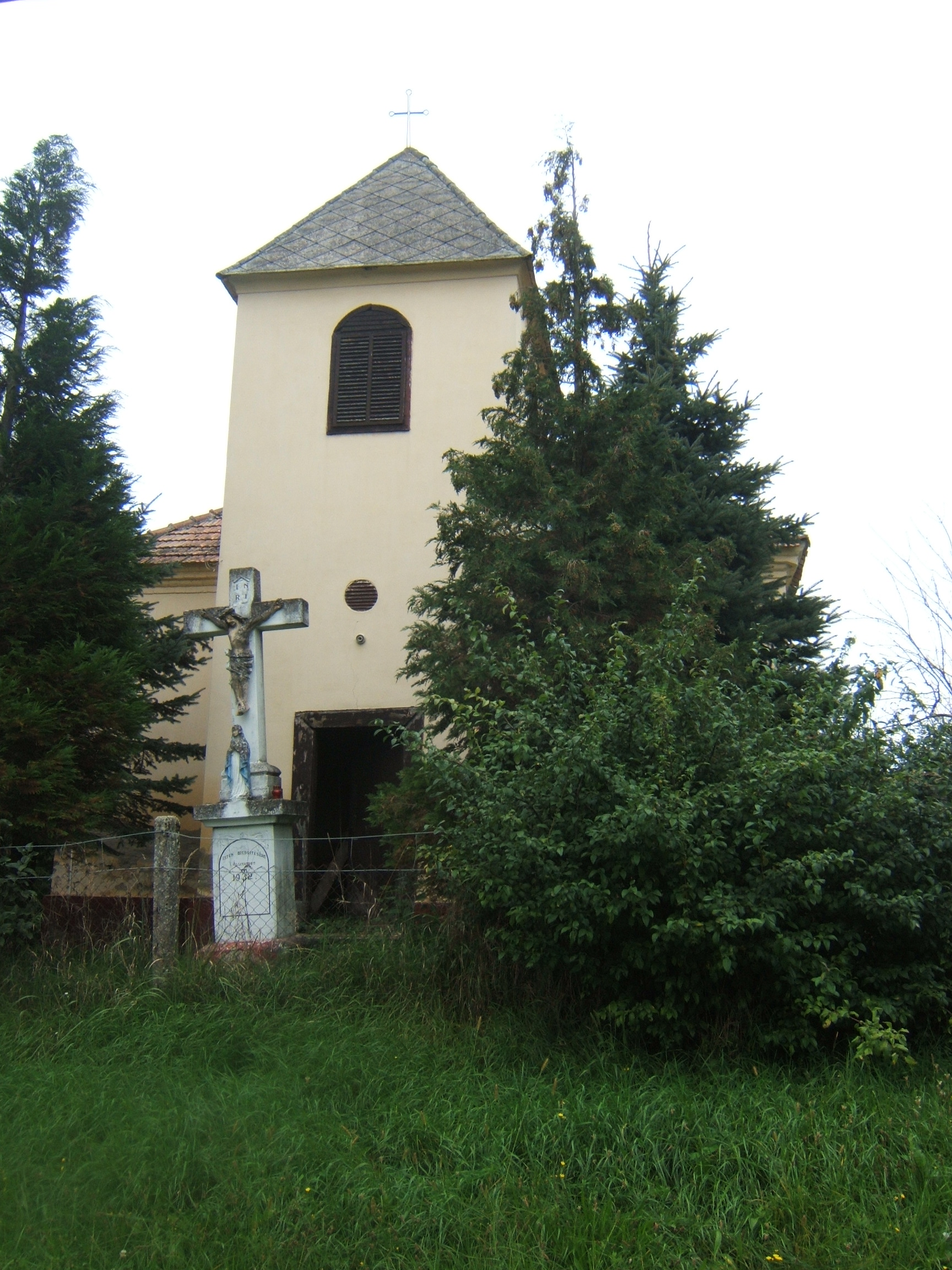
Kerk
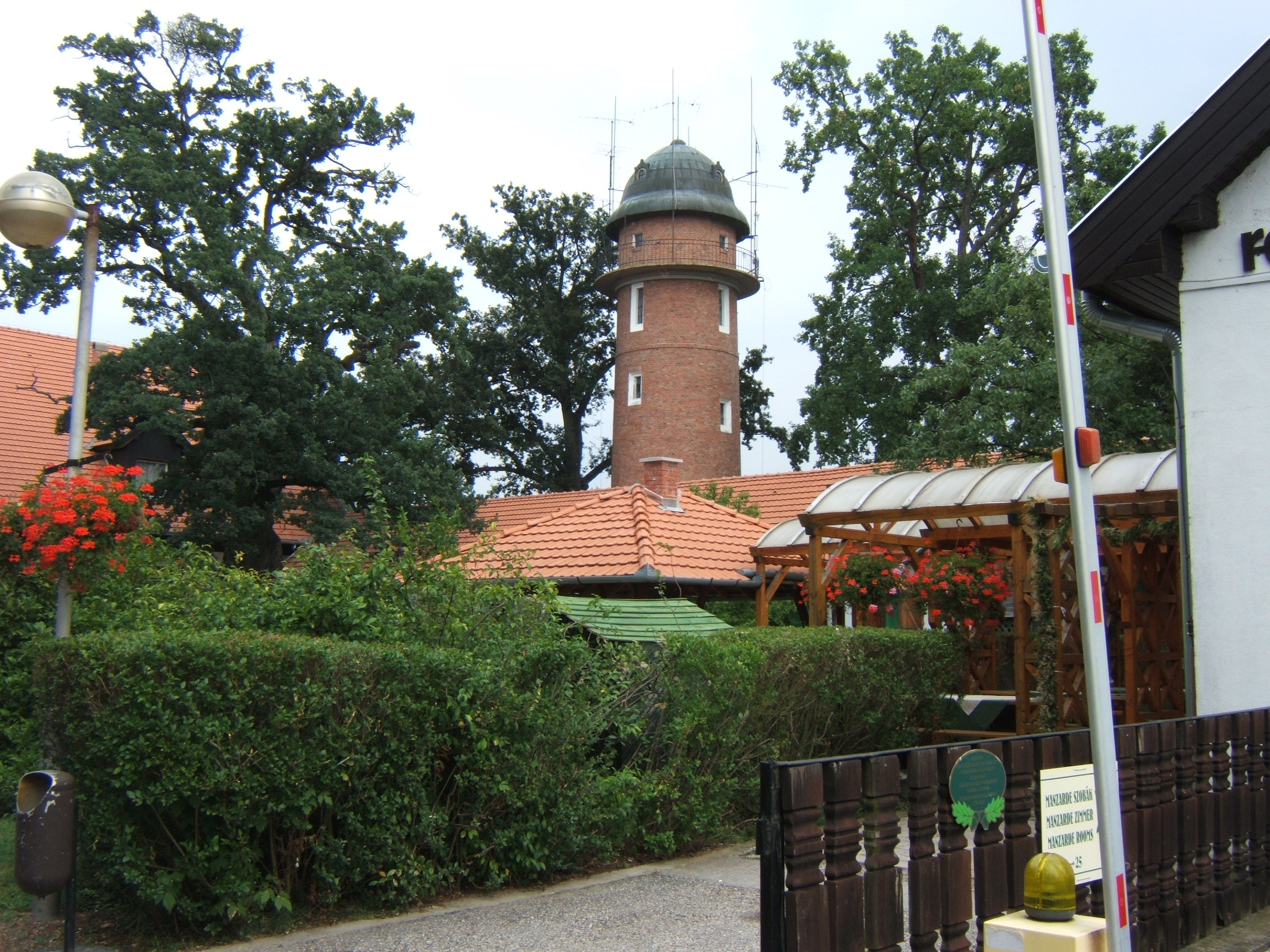
Watertoren
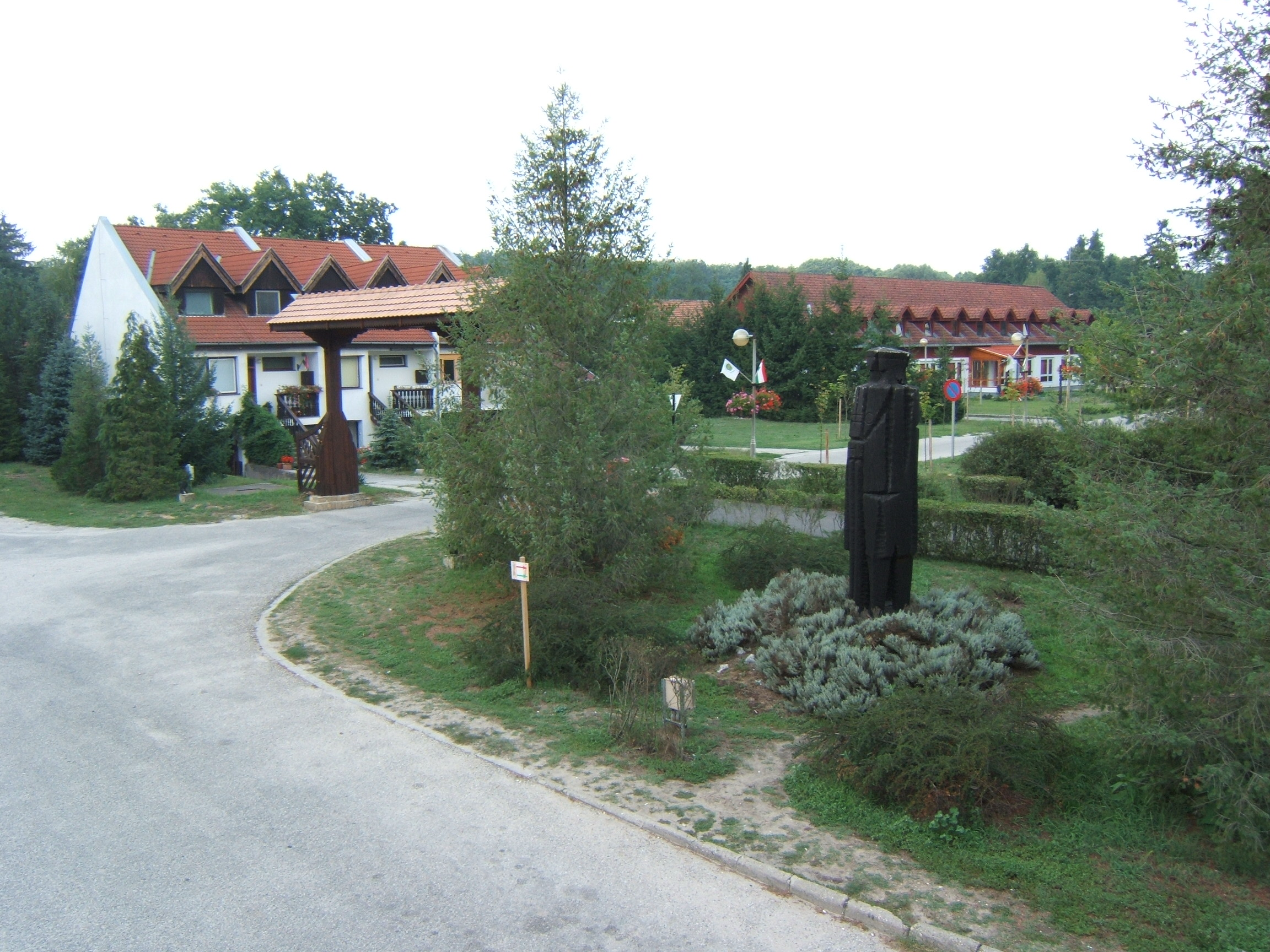
Jachtoord
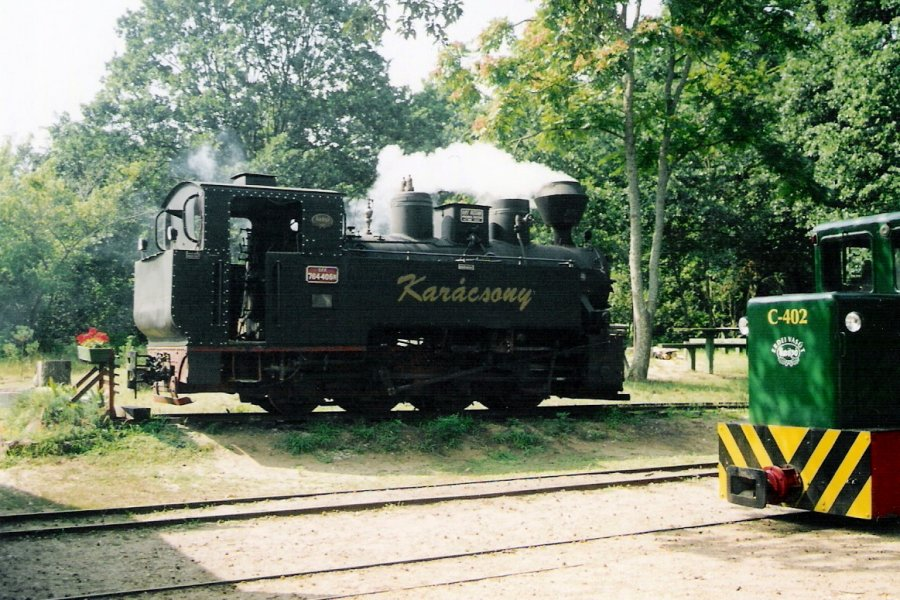
Stoomlocomotief op het smalspoor van Kaszó
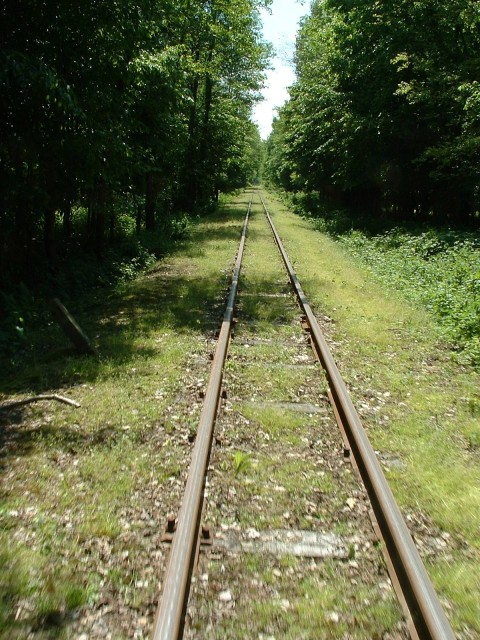
Het 760 mm smalspoor loopt door uitgestrekte bossen
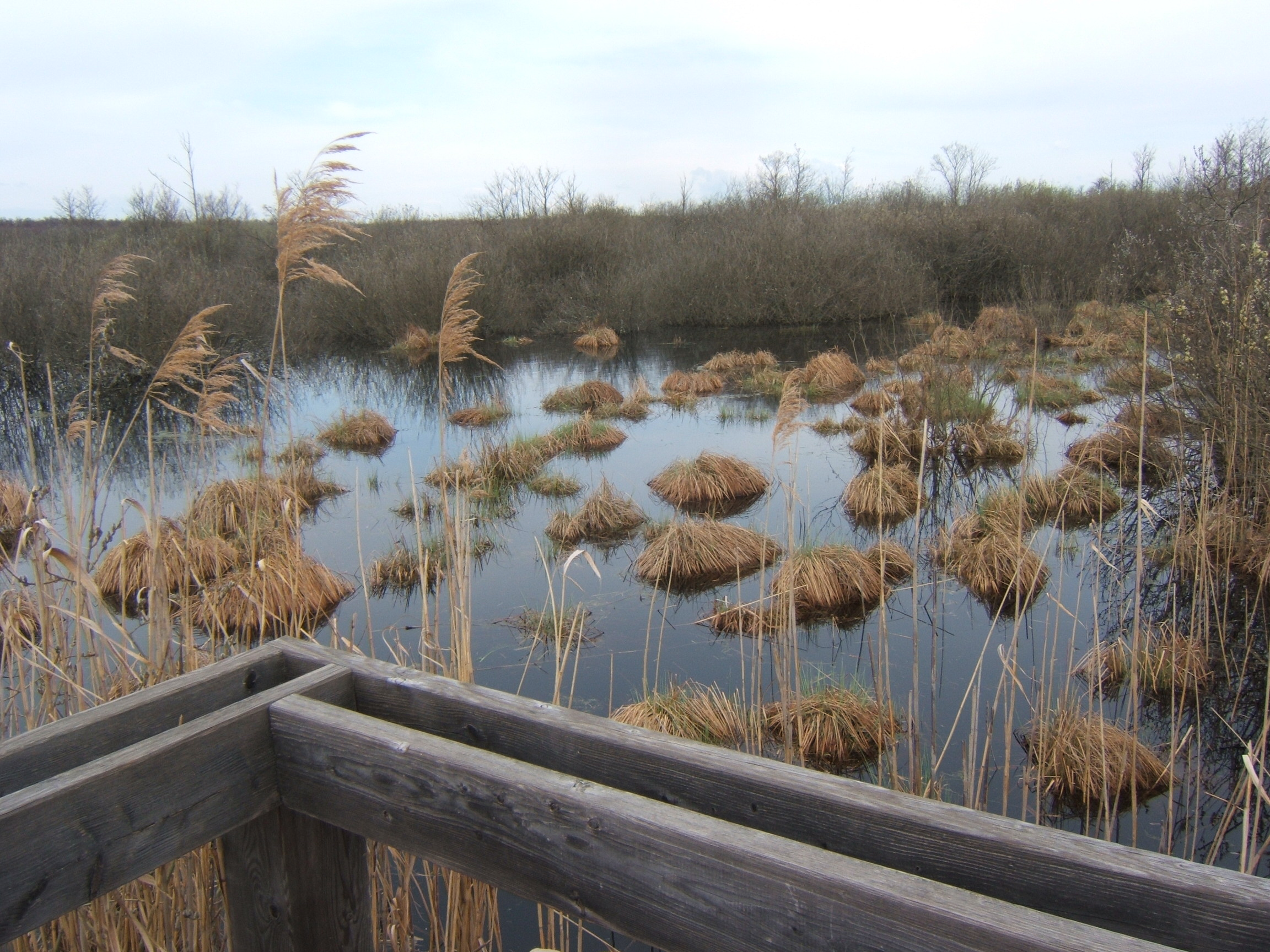
Het meer Baláta-tó bij Kaszó
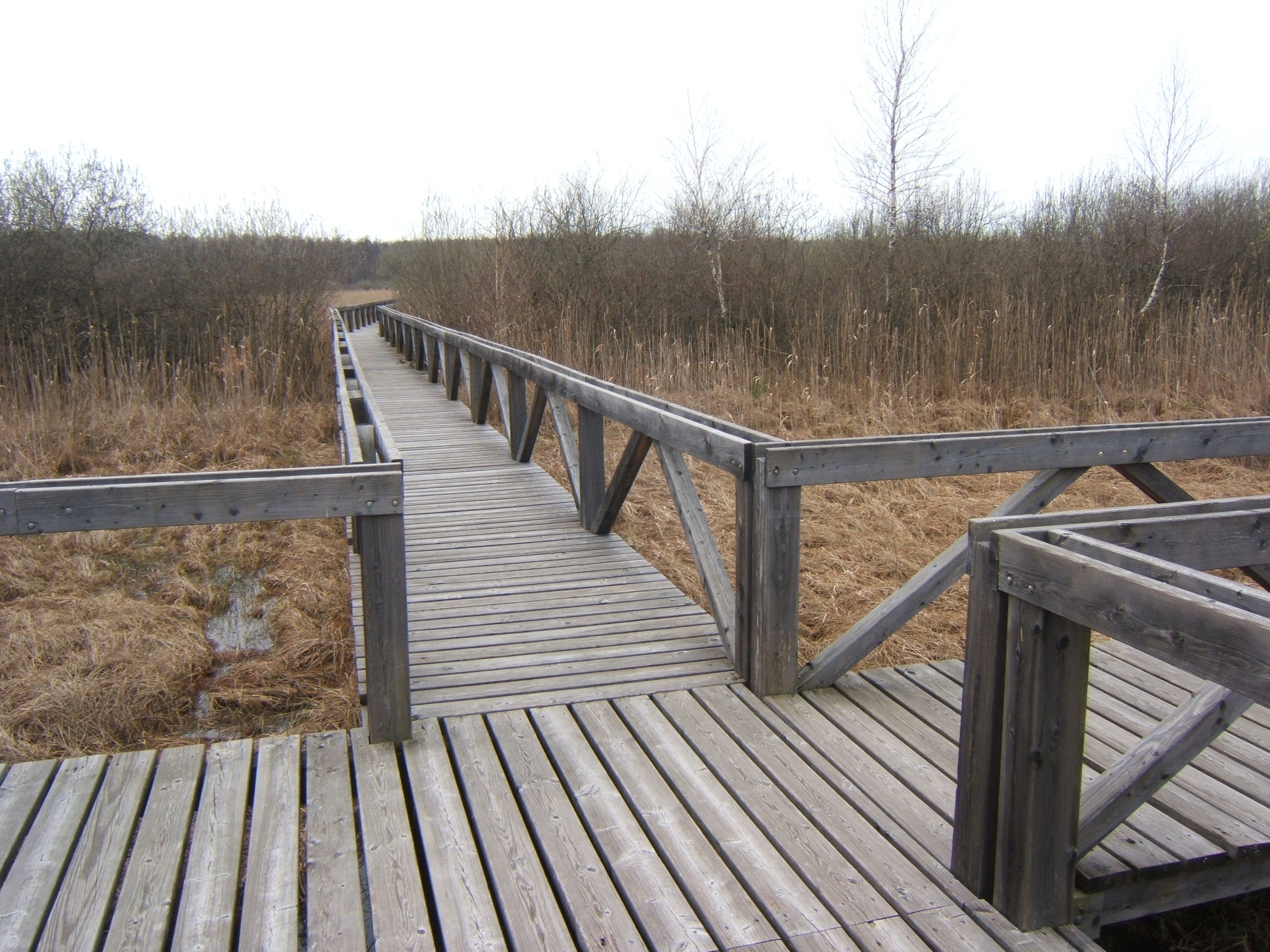
Houten wandelpier bij het meer Baláta-tó
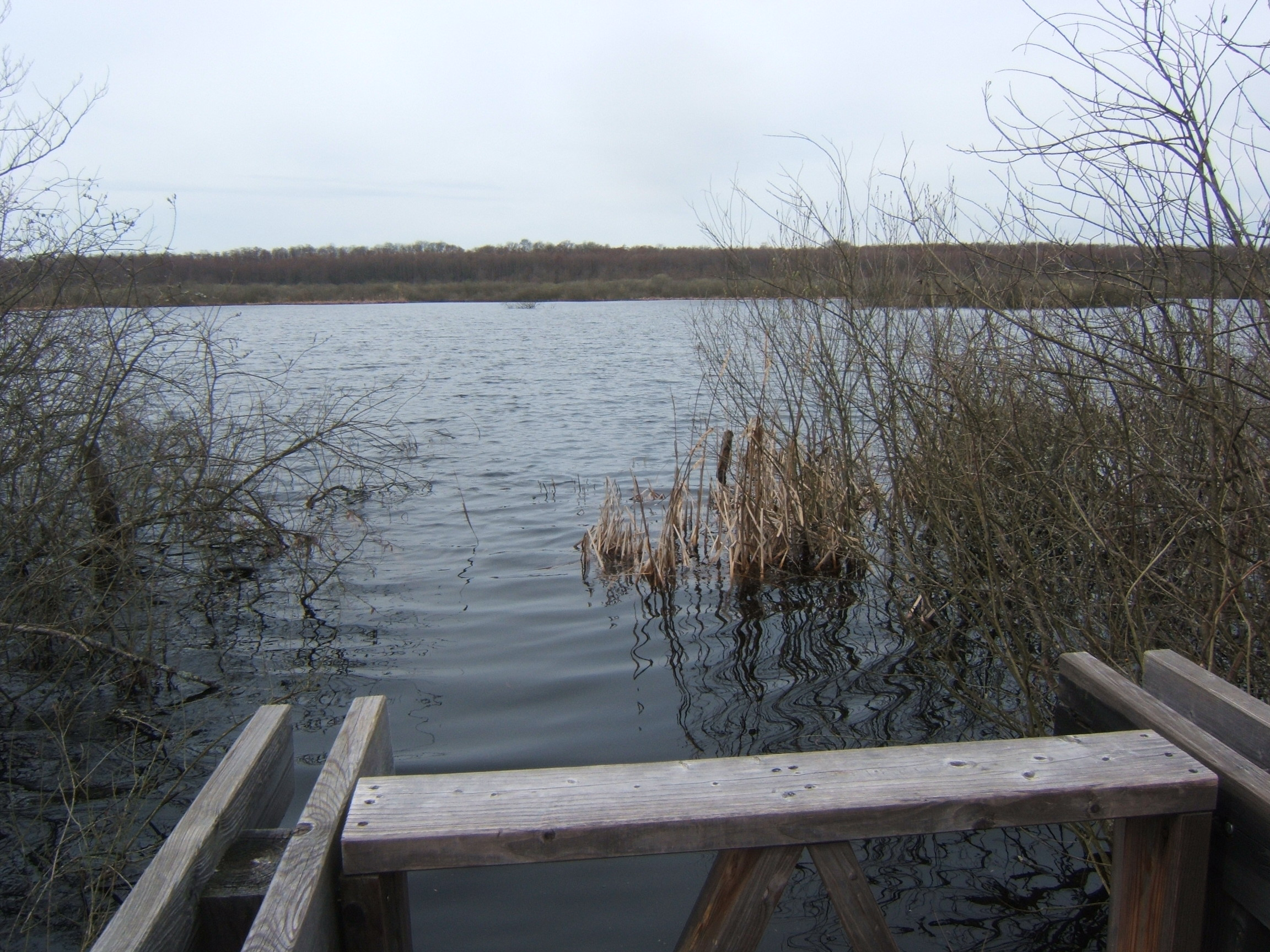
Baláta-tó